# Valle Infernotto
La valle Infernotto (o Ghiandone) è una valle collocata in provincia di Cuneo, comprende due comuni, Barge e Bagnolo Piemonte. Confinante a nord con la Val Pellice, a sud con la valle Po e a est e nord-est con la pianura, si estende dal Monte Meidia al Monte Bracco con il comune più esteso e più popoloso che è Barge che conta circa 7 900 abitanti e 82 km² di superficie. Faceva parte della Comunità montana Valli Po, Bronda, Infernotto e Varaita.

## Monti
- Monte Friolànd - 2.738 m
- Punta d'Ostanetta - 2.375 m
- Punta Rumella - 2.322 m
- Monte Meidia
- Monte Bracco - 1.306 m
- Punta Selassa

## Luoghi di interesse
- Il centro storico di Barge
- Il castello dei Malingri del villar  di Bagnolo Piemonte
- Monastero di Pra' d'Mill di Bagnolo P.te
- Il Castello di Barge
- Il Santuario della Madonna delle Combe a Barge
- La trappa di Montebracco
- La torre dei Gossi di Bagnolo P.te
- Il santuario della Madonna della neve Bagnolo P.te
- il Palazzo dei conti Malingri del villar di Bagnolo P.te
- Il centro storico di Bagnolo P.te
- La cappella della Madonna della Rocca di Montebracco

## Rifugi
- Rifugio Infernotto

## Feste e fiere
- L'Ottobrata Bargese (Inizio ottobre)
- Le golosità del Monviso e la festa di San Giovanni a Barge (Fine luglio)
- Barge in fiore (Maggio)
- Multimedia Barge festival (giugno)
- Festa al Santuario della Madonna delle Combe a Barge (inizio agosto)
- Fiera regionale della Pietra a Bagnolo (ogni due anni)
- Festa di San Pietro a Bagnolo

## Sport
- Sci: Rucas di Bagnolo (Bagnolo Piemonte)
- Calcio: Infernotto Calcio Archiviato il 15 gennaio 2016 in Internet Archive. (Barge e Bagnolo)

## Cinema
- Cinema Comunale Barge

## Teatri
- Teatro "Silvio Pellico" di Bagnolo